# Prvić Luka
Prvić Luka is een plaats in de gemeente Vodice in de Kroatische provincie Šibensko-kninska. De plaats telt 191 inwoners (2001).